# Vilma Espín Guillois
Vilma Espín Guillois   (Santiago de Cuba, 7 d'abril de 1930 - l'Havana, 18 de juny de 2007) fou una enginyera química, membre històrica de la Revolució Cubana i esposa de Raúl Castro. El 1977-78 fou guardonada amb el Premi Lenin de la Pau entre els pobles.

## Biografia
Vilma Espín Guillois va néixer el 7 d'abril de 1930 a Santiago de Cuba, filla d'una família benestant cubana. En ingressar a la Universitat de Santiago va començar a militar a les associacions progressistes amb Frank País i el 1953 va ingressar en el moviment clandestí Moviment 26 de Juliol sorgit arran de l'assalt fallit de la caserna Moncada dirigit per Fidel Castro. Com a conseqüència d'aquella derrota, els germans Castro marxaren a l'exili a Mèxic. L'any següent, Espín viatjà a Ciutat de Mèxic a conèixer els germans Castro on començà una relació amb Raúl Castro. D'ençà del juliol de 1958 fou membre activa de la guerrilla, amb l'àlies de «Deborah» i, el 1959 després del triomf de la revolució, contragué matrimoni amb Raúl, amb qui va tenir quatre fills.
Pel desig exprés de Fidel Castro de mantenir els seus assumptes privats fora del domini públic, Espín va representar l'illa en diferents ocasions exercint de primera dama del país al costat del cap d'estat cubà. El 1960 cofundà i presidí la Federació de Dones Cubanes, fou membre del buró polític del 1980 fins al 1991 i del comitè central del Partit Comunista de Cuba des de la seva fundació el 1965, i una de les dones més influents de l'estat socialista. També va ser diputada a l'Assemblea Nacional del Poder Popular des de la primera legislatura i membre del consell d'estat des de la seva constitució.
El 18 de juny de 2007 Espín moria als 77 anys a causa d'un càncer. Les seves cendres foren dipositades en el mausoleu del Segon Front Oriental Frank País, a la Sierra Maestra, bressol de la revolució.